# Чермянская улица
Чермя́нская у́лица — улица на севере Москвы, находится в районах Южное и Северное Медведково (Северо-восточный административный округ). Названа в 1968 году по расположению у реки Чермянка.

## Описание
Чермянская улица начинается от Полярной улицы, пересекает Чермянский проезд и Вилюйскую улицу и заканчивается на Полярном проезде у поймы реки Чермянка. Улица полностью находится в промышленной зоне Медведково.

## Здания и сооружения
- № 5 — Асфальтобетон—Медведково ОАО.